# 15214 Duart
15214 Duart eller 1981 DY är en asteroid i huvudbältet som upptäcktes den 28 februari 1981 av den amerikanska astronomen Schelte J. Bus vid Siding Spring-observatoriet. Den är uppkallad efter Duart Castle.
Asteroiden har en diameter på ungefär 9 kilometer.